# Edward Mandell House
Edward Mandell House (26 juillet 1858- 28 mars 1938) est un diplomate, politicien et conseiller présidentiel du président Woodrow Wilson.
Comme d'autres personnes éminentes du Sud des États-Unis, il est connu sous le titre honorifique de Colonel House sans posséder néanmoins aucune expérience militaire. Nommé conseiller personnel du président en 1912, il exerce une influence exceptionnelle sur celui-ci en particulier dans le domaine des affaires étrangères comme éminence grise et ce, jusqu'à sa mise à l'écart, en 1919. House est le négociateur en chef de Wilson en Europe au cours des négociations pour la paix (1917-1919) et le chef adjoint de Wilson à la conférence de la paix de Paris. Il fait partie des signataires du traité de Versailles.

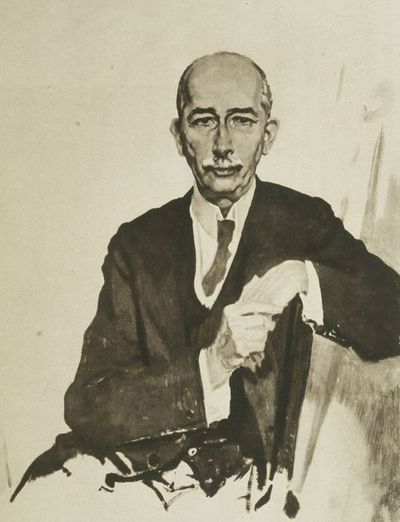
Portrait par William Orpen, 1921.

## Biographie

### Jeunesse
Né à Houston Texas, il fait ses études à l'université Cornell qu'il doit interrompre à la suite de la mort de son père. En 1912, il écrit un roman dans laquelle il évoque sa vision de l'avenir: Philip Dru : administrator.
Il épouse Loulie Hunter le 4 août 1881. Il vend ses plantations de coton et investit dans le secteur bancaire. Il déménage à New York en 1902.

### Carrière
Débutant en politique au Texas, House se lie d'amitié avec le gouverneur du New Jersey, Woodrow Wilson, en 1911, et l'aide à remporter l'investiture démocrate à la présidentielle en 1912. Il contribue par la suite à installer sa nouvelle administration. Refusant un poste ministériel, il est nommé conseiller personnel du président, fonction dans laquelle il exerce une influence considérable et atypique dans l'histoire américaine. Bien qu'il n'ait jamais été militaire, il est nommé colonel honoraire de la garde nationale de son État d'origine. Membre important du parti démocrate, il occupe à la Maison-Blanche le bureau le plus proche du président et est parfois qualifié de « vice-président non officiel ».
Il joue un rôle décisif dans la direction donnée à la politique américaine vis-à-vis des belligérants de la Première Guerre mondiale. Envoyé par la Maison-Blanche, il séjourne en Europe en 1915 et 1916 dans le but de mettre fin à la guerre par la diplomatie et de négocier la paix. Bien qu'enthousiaste, il n'a pas une connaissance approfondie des affaires européennes et est induit en erreur par certains diplomates britanniques[réf. nécessaire]. Le 7 mai 1915, le naufrage du Lusitania a développé la tension entre l'Allemagne et les États-Unis et mis à mal la neutralité de ces derniers. Considérant que la grande majorité des Américains sont néanmoins nettement opposés à toute entrée en guerre, House pousse Wilson, lors de la campagne électorale de 1916 à utiliser le slogan : « Grâce à moi, l'Amérique est restée en dehors du conflit européen »
House joue un rôle majeur dans la diplomatie en temps de guerre. Wilson a créé une commission, une équipe d'experts universitaires pour concevoir des solutions efficaces d'après-guerre à tous les problèmes du monde. En septembre 1918, Wilson donne à House la responsabilité de préparer une constitution pour une Société des Nations. En octobre 1918, House travaille sur les détails de l'armistice avec les Alliés.
House aide Wilson à exposer ses Quatorze points et travaille avec le président sur la rédaction du traité de Versailles et du pacte de la Société des Nations. Le 30 mai 1919, House participe à la réunion de Paris, qui jette les bases de l'établissement du Council on Foreign Relations (CFR). Tout au long de 1919, la Chambre exhorte Wilson à travailler avec le sénateur Henry Cabot Lodge pour obtenir la ratification du traité de Versailles.
Cependant, la conférence révèle de graves désaccords politiques entre Wilson et House. Pire encore sont les conflits de personnalité. Wilson est devenu beaucoup plus intolérant et a systématiquement rompu avec ses proches conseillers. Lorsque Wilson retourne aux États-Unis en février 1919, House prend sa place, négociant des compromis inacceptables pour Wilson. À la mi-Mars 1919, Wilson revient à Paris et retire sa confiance à House, le reléguant au second plan et annulant ses contributions.
Dans les années 1920, House soutient fortement l'adhésion des États-Unis à la Société des Nations, à la Cour internationale de justice et à la Cour permanente de justice internationale.
En 1932, House soutient Franklin D. Roosevelt mais s'oppose en privé au New Deal.
House est décédé le 28 mars 1938 à New York, des suites d'une pleurésie. Il est enterré au cimetière de Glenwood à Houston.

## Œuvre
- Philip Dru: Administrator: A Story of Tomorrow, 1920-1935, roman, B. W. Huebsch, 312 p., 1912.